# 魚躍奇緣
《魚躍奇緣》（英語：Salmon Fishing in the Yemen）是一部2011年的英國浪漫愛情喜劇片，由曾執導《濃情巧克力》瑞典籍導演萊塞·霍爾斯道姆負責。故事改編自英國作家{{subst:en|Paul Torday}}2006年發行同名處女作品，並由憑《貧民百萬富翁》奪得2009年奧斯卡金像獎最佳改編劇本獎得主賽門·鮑佛伊負責改編。

## 故事簡介
一位有遠見的也門酋長（亞馬·域奇飾）對於釣三文魚的運動非常有興趣及熱誠，他覺得釣三文魚運動能豐富也門人民的生活，所以願意不惜金錢上的代價, 希望能夠於也門的沙漠實現釣三文魚的夢想。
酋長指示在英國代表哈妮（愛美莉·賓特飾）要將他的夢想變成現實。哈妮便聯絡在英國農業部工作魚類專家鍾斯博士（伊雲·麥葵格飾）提供協助計劃，但鍾斯博士覺得於沙漠地區釣三文魚是荒謬及無法實現故拒絕參與。及後英國首相首席新聞官的新聞秘書柏翠（姬絲汀·史葛·湯瑪絲飾）知道此事，她覺得此計劃能改善英國與中東地區關係，故要求鍾斯博士必須協助。
於合作期間鍾斯博士與哈妮日久生情產生了微妙感情，但博士早已結婚，而哈妮參軍的男友於作戰期間失蹤，二人如何處理他們之間關係?

## 演員
| 人物               | 人物                 | 角色       | 角色                    | 備註               |
| 中文名             | 英文名               | 角色中文名 | 角色英文名              | 備註               |
| ------------------ | -------------------- | ---------- | ----------------------- | ------------------ |
| 伊雲·麥葵格        | Ewan McGregor        | 鍾斯博士   | Dr. Alfred Jones        | 英國農業部魚類專家 |
| 愛美莉·賓特        | Emily Blunt          | 哈妮       | Harriet Chetwode-Talbot | 也門酋長駐英國代表 |
| 姬絲汀·史葛·湯瑪絲 | Kristin Scott Thomas | 柏翠       | Patricia Maxwell        | 英國首相首席新聞官 |
| 阿瑪·威克          | Amr Waked            |            | Sheikh Muhammed         | 也門酋長           |

## 奖项
第70届金球奖提名：
- 最佳音乐或喜剧片
- 音乐/喜剧类最佳男主角：伊万·麦克格雷格
- 音乐/喜剧类最佳女主角：艾米莉·布朗特

## 外部連結
- 《魚躍奇緣 （页面存档备份，存于）》官方網站（英文）
- 互联网电影数据库（IMDb）上《魚躍奇緣》的资料（英文）
- 爛番茄上《Salmon Fishing in the Yemen》的資料（英文）